# Мюннерштадт
Мюннерштадт (нім. Münnerstadt) — місто в Німеччині, розташоване в землі Баварія. Підпорядковується адміністративному округу Нижня Франконія. Входить до складу району Бад-Кіссінген.
Площа — 93,11 км2. Населення становить 7523 ос. (станом на 31 грудня 2020).